# Leonid Leonov
Leonid Maksimov Leonov (în rusă Леони́д Макси́мович Лео́нов, n. 31 mai 1899 - d. 8 august 1994) a fost un important prozator și dramaturg sovietic. A fost numit de unii un Dostoievski al secolului 20. A fost erou al muncii sovietice, laureat al premiilor Stalin, Lenin și al premiului de stat al URSS. A provenit din familia unor negustori importanți din Moscova.
A scris mai multe romane realist-psihologice, în tradiție dostoievskiană, cu intrigă și personaje complicate, pe care le-a tot revizuit de-a lungul vieții și prin care a explorat zonele crepusculare ale naturii umane, pe fundalul temelor sociale, cum ar fi conflictul dintre sat și oraș.
Printre cele mai importante romane ale sale pot fi enumerate Bursucii (1924), Hoțul (1927) și Piramida (1994).
De asemenea, a scris drame de vibrantă tensiune, relevând eroismul omului obișnuit.

## Scrieri
- 1924: Bursucii ("Барсуки")
- 1924: Sfârșitul unui om obișnuit ("Конец мелкого человека")
- 1927: Hoțul ("Вор")
- 1928: Orașul Unitolvsk ("Унтиловск")
- 1929: Sot' ("Соть")
- 1930: Skutarevski ("Скутаревский")
- 1938: Grădinile din Polovceansk ("Половчанские сады")
- 1942: Invazia ("Нашествие")
- 1944: Cucerirea Velikoșumskului ("Взятие Великошумска")
- 1953: Pădurea rusă ("Русский лес").

## Ecranizări
- 1944 Invazia (Нашествие / Nașestvie), regia Abram Room